# Тёрль
Тёрль (нем. Thörl) — ярмарочная коммуна (нем. Marktgemeinde) в Австрии, в федеральной земле Штирия.
Входит в состав округа Брукк-Мюрццушлаг. Площадь коммуны составляет 166,43 км², население — 2233 человека (1 января 2021), плотность населения — 14 чел./км². Официальный код — 62147.

## География

### Географическое положение
Тёрль находится на севере Штирии.

### Административно-территориальное деление
Территория коммуны включает восемь населенных пунктов (нем. Ortschaft) и одноимённых кадастровых общин (нем. Katastralgemeinden) (в скобках указано количество жителей на 1 января 2021 года; площадь по состоянию на 31 декабря 2020 года):
- Этмисль (844.27 га, 401 человек)
- Фёльц (3693.92 га, 642 человека)
- Хинтерберг (1165.85 га, 33 человека)
- Лоншиц (1045.41 га, 66 человек)
- Ойшинг (875.86 га, 4 человека)
- Пальберсдорф (292.00 га, 604 человека)
- Санкт-Ильген (7346.88 га, 259 человек)
- Тёрль (1379.21 га, 224 человека)

### Соседние коммуны
| С-З | Вильдальпен (Лицен)   | Мариацелль  | Турнау | С-В |
| З   |                       | Роза ветров | Афленц | В   |
| Ю-З | Трагёс-Занкт Катарайн | Капфенберг  | Турнау | Ю-В |

## Политическая ситуация
Бургомистр коммуны — Гюнтер Вагнер (СДПА) по результатам выборов 2010 года.
Совет представителей коммуны (нем. Gemeinderat) состоит из 13 мест.
- СДПА занимает 9 мест.
- АНП занимает 3 места.
- АПС занимает 1 место.